# マルク・スーストロ
マルク・スーストロ（Marc Soustrot, 1949年4月15日 - ） は、フランスの指揮者。

## 経歴
リヨン生まれ。20歳で地元の音楽院でトロンボーンとピアノを学んだあと、パリ音楽院でマニュエル・ロザンタルに指揮法を学んだ。
1974年にロンドン交響楽団のアンドレ・プレヴィンのアシスタントを務め、1975年のブザンソン国際音楽祭の指揮者コンクールで優勝。1976年から1994年までロワール・フィルハーモニー管弦楽団、1995年から2003年までボン・ベートーヴェン管弦楽団、1996年から2006年までブラバント管弦楽団のそれぞれの首席指揮者を歴任。2011年から2019年まではマルメ交響楽団の首席指揮者の任にあり、2015年からはオーフス交響楽団の指揮者としても活躍している。

## 家族・親族
弟ベルナールはトランペット奏者である。